# Contorno Viário da Grande Florianópolis
O Contorno da BR-101/SC, nome oficial do Contorno Viário da Grande Florianópolis, também chamado Contorno Viário de Florianópolis, é uma rodovia brasileira com características de autoestrada e anel viário localizada entre os municípios de Biguaçu, São José e Palhoça, na Região Metropolitana de Florianópolis. Com 50 quilômetros, sua função é o desvio de parte do trânsito da BR-101, especialmente o de caminhões e outros veículos que não tenham como destino final a Grande Florianópolis, visto que o trecho urbano da rodovia está saturado com o trânsito local.
É uma rodovia federal, anexa à BR-101, fazendo parte da concessão do trecho desta feita com a empresa Arteris através de sua subsidiária Autopista Litoral Sul, que foi quem a construiu. Durante o período de obras, foi considerada a maior obra viária em andamento no Brasil. As obras, previstas inicialmente para encerrar em 2012, atrasaram por diversas razões por muitos anos, com a inauguração acontecendo apenas no dia 9 de agosto de 2024 e a abertura ao tráfego no dia seguinte.
Existem controvérsias sobre os impactos da obra nos bairros cortados por ela, e também quanto à ocupação próxima a via e a sua capacidade real de reduzir os problemas de trânsito da Grande Florianópolis, já no período entre o projeto e a execução da obra a população residente aumentou. Durante o primeiro ano, quase a metade do tráfego foi composto de veículos leves, o que sugere um uso maior pelos moradores da própria região e não dos que estão de passagem. Porém, após a inauguração, o tempo de viagem, o número de acidentes, a quantidade de veículos pesados e as filas no trecho urbano BR-101 diminuíram, conforme o planejado, demonstrando a importância e utilidade da rodovia.

## Histórico

### Ideia e concessão privada

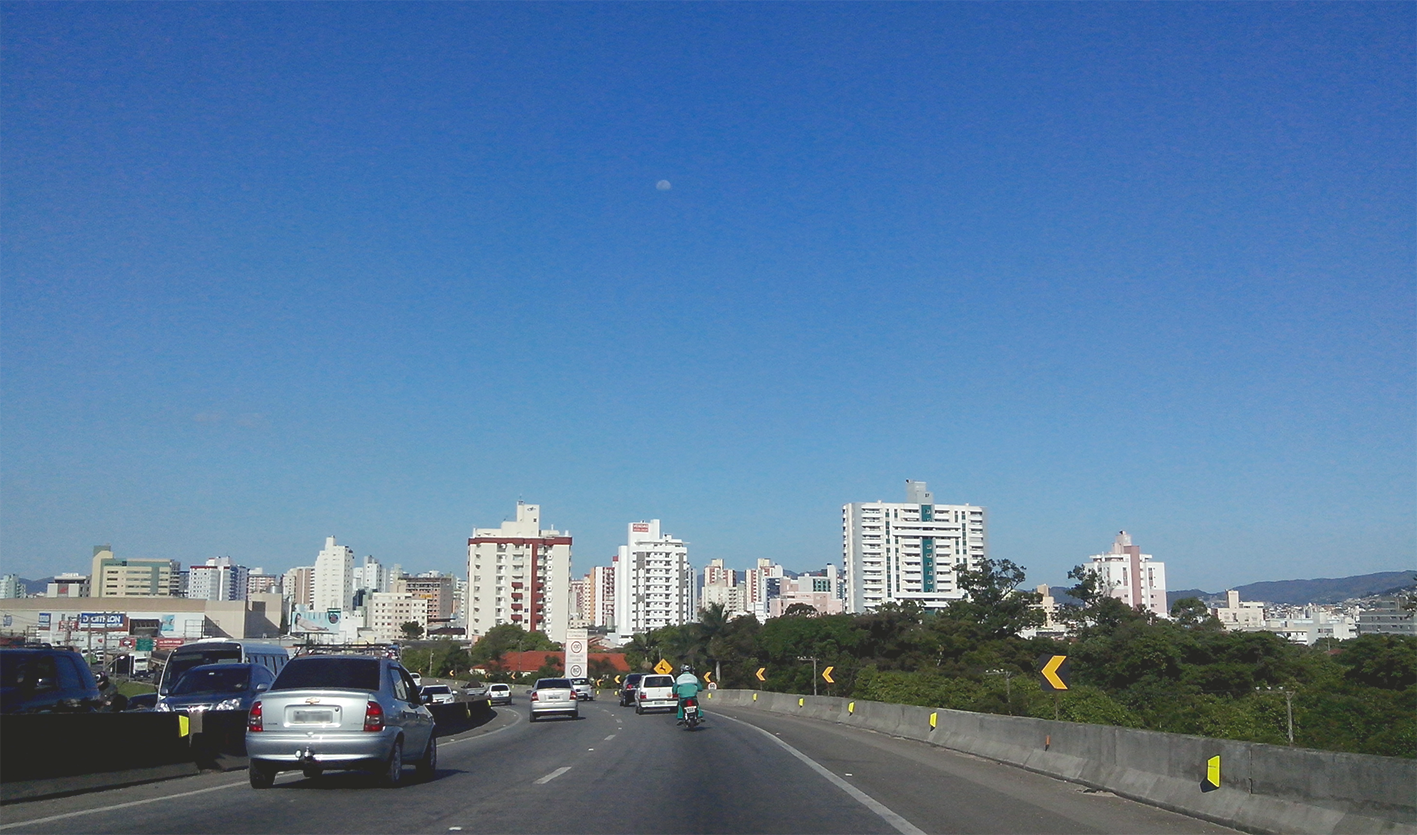
BR-101 em São José, em meio a área urbana. A ideia do Contorno Viário surge para desviar desta região com trânsito local intenso quem não tem Florianópolis e sua área conurbada como destino final.

A proposta de um contorno para desviar o trânsito pesado da Grande Florianópolis existe desde 1998, feito pelo ainda Departamento Nacional de Estradas e Rodagem (DNER), o atual Departamento Nacional de Infraestrutura de Transporte (DNIT). Sua execução deveria ter sido iniciada logo após o fim da duplicação da BR-101 nos municípios envolvidos, que acabou em 2001, mas nunca foi feita, e acabou entrando no pacote da concessão do trecho norte da BR-101 catarinense. Assim, a OHL Brasil, vencedora do leilão da concessão, ficou com a missão de realizar a obra em até quatro anos após o início da concessão, que foi em 2008.
Com o contrato para a execução dos trabalhos feito, começaram os problemas que levariam ao atraso de anos. A OHL Brasil argumentou que o projeto estava ultrapassado e um outro precisava ser feito para pedir as licenças adequadas. O novo projeto feito pela concessionária em 2011, porém, diminuía o trajeto em 18km, retirando o início do Contorno do km 175 da BR-101 e passando para a região do entroncamento da BR-101 com a SC-407, no km 195,5, já na zona urbana de Biguaçu. Após reclamações da população e de autoridades, a OHL voltou ao trajeto original - mas com o projeto alterado tendo sido enviado para licenças, os atrasos aumentaram. Em fevereiro de 2012, o primeiro prazo previsto foi vencido. Seria a primeira de outras oito previsões de finalização.
Outras solicitações e mudanças aconteceram no trecho mais ao sul, na Palhoça. A sugestão de finalizar a rodovia ao sul do Rio Cubatão, retirando o final de uma área mais urbanizada, não foi aceita, e as obras foram autorizadas no fim de 2012 pela ANTT. Entretanto, loteamentos surgidos no caminho previsto pela rodovia acabaram forçando alterações no projeto e a construção de túneis não previstos inicialmente levando o traçado a contornar uma área maior e encarecendo o projeto, que foi apresentado em 2013 pela Arteris - que comprou a OHL Brasil no final de 2012 - com prazo de conclusão em 2015.

### A década da construção
As obras só começaram de fato em maio de 2014, na região entre a SC-281 e o Alto Forquilhas, em São José, onde o projeto não mudou e as licenças estavam todas feitas, com o prazo de conclusão passando pra 2017. Além dos três túneis na Palhoça no novo traçado, um quarto túnel entre São José e Biguaçu também teve de ser adicionado ao projeto.
Em 2016, as obras seguiam em dois trechos, em Biguaçu e em São José, e menos de 50% das desapropriações necessárias tinham sido feitas. Em 2017, se previa o final das obras em dezembro de 2019, e no mesmo ano já se previa o fim apenas em 2020. Outros atrasos se seguiram com o passar dos anos, por motivos variados, como três paralisações de trabalhadores em 2018, que exigiam melhores condições de trabalho, quando a previsão já tinha passado para dezembro de 2021 - no mesmo ano, em maio, a previsão foi revista pra 2022. Em 2019, Palhoça entrou com uma ação na Justiça Federal contestando a demora, cuja não conclusão impactaria na mobilidade da cidade. Nessa altura, o trecho palhocense era o mais atrasado, e o contorno tinha 34,4km concluídos, 68,8% do total, a maior parte em São José e Biguaçu. A justificativa pelo atraso, segundo a Arteris, era a complexidade do novo traçado com túneis causada pelos loteamentos da Palhoça, que não estavam previstos inicialmente. Como resultado dessa ação, um novo prazo foi estabelecido: dezembro de 2023. Ele acabou também não sendo cumprido, levando políticos palhocenses a pedirem a abertura dos pedágios da Autopista Litoral Sul como punição e também uma indenização. A justiça negou ambos os pedidos. Em 2019, a empreiteira contratrada pela Arteris, a Salini, desistiu da obra, e a Camargo Corrêa a assumiu. Em 2022, foi a vez da Camargo Corrêa desistir, e a Arteris contrata seis empresas para cobrir os trechos que faltavam.
Em junho de 2023, 75% da obra estavam concluídas. Pouco depois, uma empreiteira responsável pelo trecho de Palhoça - uma das seis contratadas em 2022 - abandonou a obra, e tanto ela quanto a Arteris foram multadas pelo Procon. Quatro meses depois, mais 10% foram concluídas e a nova previsão do fim da obra passou para julho de 2024. Uma nova polêmica surgiu no trecho da Palhoça envolvendo os bairros Aririú e Alto Aririú, onde a rodovia cortou a principal avenida local, levando os moradores a pedir mudanças no traçado para garantir o acesso aos serviços essenciais que ficaram de um lado ou outro da via, o que não foi atendido inicialmente. A ANTT acabou autorizando uma passagem subterrânea mais tarde.
No fim de dezembro, a intersecção com a BR-101 foi encerrada em Biguaçu, enquanto na Palhoça o último trecho que estava separado foi interligado a rodovia. Em fevereiro de 2024, 94% das obras estavam concluídas, e no fim do mês só faltava a conclusão do trecho entre a BR-282 e a BR-101 na Palhoça, com cerca de 5km, para finalizar a obra por completo.

### Inauguração e liberação do trânsito

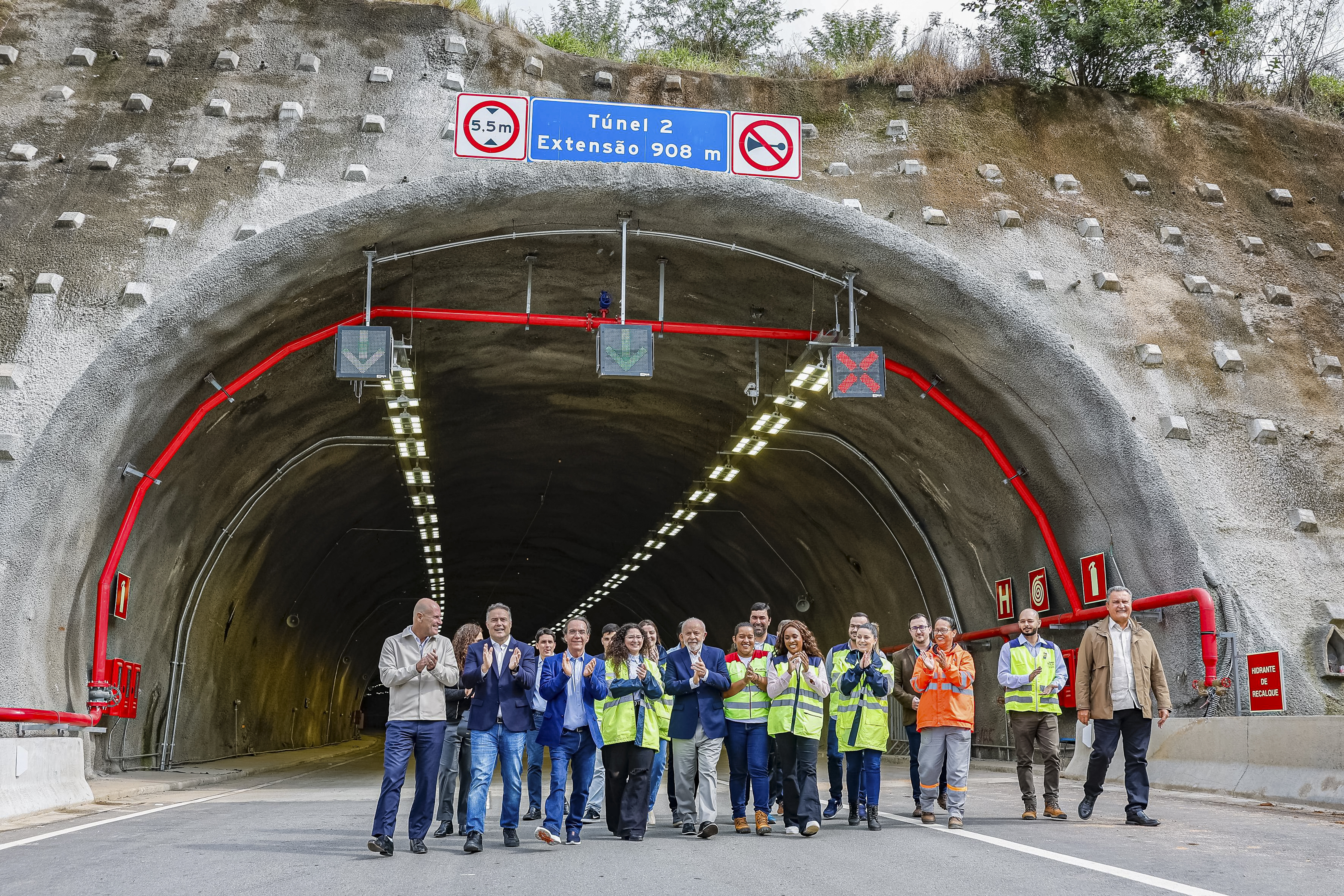
Presidente Lula e autoridades diante do Túnel 2, na Palhoça, durante a inauguração do Contorno Viário da Grande Florianópolis.

Após alguns dias entre o fim de julho e início de agosto para a cerimônia de inauguração e da liberação do trânsito serem divulgados, a data oficial foi fixada no dia 9 de agosto de 2024 para aproveitar a presença do presidente Luis Inácio Lula da Silva a Santa Catarina para inaugurar a obra. O trânsito pelas pistas foi liberado às 9h do dia seguinte. A previsão de fim dos trabalhos, no entanto, era no dia 31 de julho, o que não aconteceu, com algumas obras de acabamento ainda acontecendo no início de agosto.
Essas obras de acabamento, como os reparos nos bairros vizinhos a rodovia que foram afetados pelas obras, seguiram depois da liberação das pistas. Um viaduto na Guarda do Cubatão teve de receber reforço, separando a comunidade local após a abertura do Contorno, permanecendo assim até o fim de setembro, quando foi liberado. Há ainda obras complementares extras como a criação dos postos da concessionária e da Polícia Rodoviária Federal, que ainda estão em planejamento.

### Após a liberação
Nos primeiros dias, motoristas que trafegaram elogiaram a nova rodovia, e reportagens verificaram que o número de caminhões diminuiu na BR-101. Após um mês de liberação, uma diminuição de 30,1% no número de acidentes e 9,4% no número de vítimas no trecho urbano da BR-101 foi constatada, e essa queda foi creditada ao uso da nova via. O primeiro mês registrou apenas sete acidentes, sem mortes, e os primeiros acidentes fatais só aconteceram alguns meses depois. Nove meses depois, um estudo da Arteris apontou que a BR-101 tinha apresentado redução de 35% em vítimas fatais e 8,9% em vítimas leves em comparação com o mesmo período no ano anterior, com 15,3% menos acidentes. Com um ano de operação, a velocidade média no trecho urbano da BR-101 aumentou em 70%, melhorando o custo logístico, além de ter diminuído os acidentes em 14% e tido até 50% de economia no tempo de deslocamento na região.
Mais de cem mil veículos usaram o Contorno em cada sentido, com uma média de 12,1 mil veículos diários. Após um semestre, no entanto, dados mostraram que 48% dos veículos transitando no Contorno são leves, e que muitos caminhões ainda preferiam seguir pelo traçado original da BR-101. Algumas críticas foram acerca da falta de iluminação, de sinal de celular e a presença de animais na pista, o traçado maior e a falta de paradas e postos de combustível, além do excesso de velocidade de muitos motoristas.
Outro problema surgido após a liberação é a criação de acessos irregulares ao Contorno por populares, feitos quebrando as proteções laterais, indo contra a ideia de ter acessos limitados para garantir a velocidade da via e podendo causar acidentes. A Arteris detectou dez acessos irregulares nos primeiros 40 dias após a liberação.

## Projeto e execução
A ideia do projeto, similar a outros de contornos de zonas urbanas, é transferir da BR-101 o trânsito que não é obrigado a passar pela Grande Florianópolis, diminuindo o fluxo de veículos na via em até 20%. Segundo a concessionária Arteris, o trajeto levaria 38 minutos, gerando um ganho de 1h22, em média, em relação a atual BR-101 em horário de pico. Entretanto, o aumento de moradores da região pode acabar reduzindo o impacto positivo do contorno, e entidades e especialistas alertam para a ocupação do território perto da via. Outros impactos vieram da própria obra, com ruas e casas sendo afetadas por rachaduras e com a alteração do escoamento de água gerando alagamentos. além da divisão física de comunidades ao meio.
O traçado foi pensado para não ter curvas muito acentuadas e poucos acessos, permitindo assim manter uma velocidade de 100km/h, plano que foi mantido mesmo com as alterações desde o projeto original de 1998 até o que foi executado. No projeto final, a rodovia tem seis acessos por trevos, sete pontes e 20 passagens em desnível, além dos quatro túneis duplos. Para manter a velocidade sob controle, 44 radares começaram a ser instalados com o passar dos meses após a abertura, com os primeiros sendo instalados nos túneis. No contrato de construção não foram previstos a colocação de câmeras, a iluminação de toda a rodovia - foram colocadas luzes apenas nos acessos - ou a construção do posto da Polícia Rodoviária Federal, que deverá ser em São José.
Segundo dados da concessionária, foram feitas durante a obra 18 milhões de m³ de movimentação de terra, com um milhão de m³ escavados em solo e rocha dos túneis. Foram usados mais três milhões de metros de geodreno, 667 vigas pré-moldadas, 188 mil m³ de concreto, 50.000 metros de fundações cravadas e 470 toneladas de concreto asfáltico.
Durante a obra, entre reparos e medidas de compensação, mais de 14 mil mudas foram plantadas, incluindo 166 hectares no Parque Estadual da Serra do Tabuleiro, e 56 mil espécies invasoras, como 30 mil pinheiros americanos, foram removidas. Mais de uma dezena de sítios arqueológicos foram encontrados durante a obra e 7.990 artefatos foram resgatados e preservados.
O orçamento inicial da obra foi de R$ 400 milhões, mas as mudanças de projeto levaram o orçamento a mais de três bilhões de reais. No final das obras, a Arteris já tinha investido 3,9 bilhões de reais. Parte do valor foi conseguida através de financiamentos e investidores públicos e privados, especialmente junto ao Banco Nacional de Desenvolvimento Econômico e Social (BNDES), que investiu R$ 850 milhões para a Arteris.

## Extensão
O Contorno Viário passa pelo interior de três cidades em treze bairros, sendo uma rodovia duplicada com quatro túneis duplos e seis acessos. O km 0 fica na divisa entre Governador Celso Ramos e Biguaçu, no Rio Inferninho, de onde as pistas partem do km 175 da BR-101, avançando rumo ao interior. A estrada de Três Riachos é o segundo acesso ao Contorno, e a primeira rodovia que atravessa o caminho do Contorno é a SC-407, que liga Biguaçu a Antônio Carlos e cujo encontro marca o terceiro acesso do Contorno.
Na divisa entre Biguaçu e São José, no Morro da Rússia a rodovia entra em um túnel, o Túnel 4 - apesar de ser o primeiro da quilometragem, o túnel foi o último a ser planejado, daí seu número - saindo no Alto Forquilhas. Ao sul de São José, entre o Sertão do Maruim e a Colônia Santana, acontece o entroncamento com a segunda rodovia, a SC-281, que liga São José a São Pedro de Alcântara. Este é o quarto acesso ao Contorno, o único em São José, e é neste local que a Autopista Litoral Sul e a Polícia Rodoviária Federal pretendem instalar postos. Esse acesso trouxe preocupações quanto a estrutura da rodovia estadual suportar o trafego entre a BR-101 e o Contorno.
Na Palhoça, o caminho da rodovia encontra o Morro da Cova Funda, onde ficam os túneis 1 e 2, e logo depois, o Morro do Gato, onde entra no último túnel, o 3, antes de chegar ao entroncamento com a BR-282, que liga a capital ao interior de SC, e é o quinto acesso da rodovia. Finalmente, no km 50, o Contorno chega ao final, retornando a BR-101 em seu km 220.

## Futuro
Além das obras complementares que não foram planejadas desde o início, como o posto da Polícia Rodoviária Federal e da Autopista Litoral Sul, a iluminação e os radares, o Contorno deve receber outras intervenções nos próximos anos. As prefeituras de Palhoça e Biguaçu começaram discussões sobre vias paralelas ao Contorno para facilitar o acesso aos bairros próximos. Essas vias perimetrais, segundo os prefeitos, facilitarão o deslocamento entre bairros e entre estes e os acessos ao Contorno, além de ajudar a evitar os acessos ilegais. Além disso, novas vias estão sendo planejadas, e podem criar dois acessos adicionais ao Contorno: o Contorno de Santo Amaro da Imperatriz e a Via Mar.

### Contorno de Santo Amaro da Imperatriz
É uma projeto do DNIT que pretende desviar o trânsito de um trecho da BR-282 que sofre com congestionamentos por atravessar a área urbana entre Palhoça e Santo Amaro da Imperatriz. A nova rodovia de cerca de 7km, que deverá ser duplicada e ter dois túneis, já teve a ordem de serviço assinada e está em processo licitatório, com o traçado idealizado saindo saindo do Contorno Viário de Florianópolis entre os túneis 2 e 3.

### Via Mar
É uma rodovia em planejamento com o objetivo de criar uma alternativa à BR-101, de forma semelhante ao Contorno de Florianópolis, mas desta vez desviando de outras cidades do litoral norte catarinense onde a rodovia atravessa áreas urbanas - as da região da Foz do Rio Itajaí, onde a saturação do trânsito é similar a que existia na Grande Florianópolis antes do Contorno, seriam as mais beneficiadas. Após anos de discussões, nos quais o novo contorno viário foi chamado por vários nomes, como "Corredor Litorâneo", "Corredor Litorâneo Norte", "Rodovia Litorânea", "Contorno Viário Norte" ou ainda "BR-102" - quando não se sabia se seria uma rodovia federal ou estadual - a nova rodovia foi anunciada oficialmente pelo governo de Santa Catarina em outubro de 2024 com o nome de Via Mar, tendo 145km no total. Os quatro lotes entre Joinville e Itajaí, para os quais serão feitos projetos executivos até 2026, teriam 90,49km, e um futuro quinto lote, de 54,72km, faria a ligação dos quatro primeiros lotes com o Contorno da Grande Florianópolis em Biguaçu, o que faria que uma rodovia se torne complemento da outra.